# Рындино (Усвятский район)
Рындино — деревня в Усвятском районе Псковской области России. Входит в состав сельского поселения «Усвятская волость».

## География
Находится на юге региона, в западной части района, у реки Ловать, в км от райцентра и волостного центра — пгт Усвяты.
Уличная сеть не развита.

## История
В соответствии с Законом Псковской области от 28 февраля 2005 года № 420-ОЗ деревня Рындино вошла в состав образованного муниципального образования Усвятская волость.

## Население
| 2001 | 2002 | 2010 |
| ---- | ---- | ---- |
| 15   | ↘14  | ↘6   |

## Инфраструктура
Свиноводческая площадка ООО «Великолукский свиноводческий комплекс».

## Транспорт
Выезд на автодорогу регионального значения 58К-586 «Узкое — Большой Городец — Мельны».